# Dave Rubin
David Joshua Rubin (født 26. juni 1976) er en amerikansk politisk kommentator, komiker, og talkshow vært. Han er skaberen og vært for det politiske taleshow The Rubin Report, tidligere en del af Ora TV  og The Young Turks Network. Han var tidligere vært The Six Pack podcast og radio show på Sirius XM Radio.
Rubin kommenterer ofte emner omkring politisk korrekthed, ytringsfrihed, politik, massemedier, religion, udenrigspolitik og hvad han anser for at være den ideologiske splittelse mellem liberalisme og progressivisme.